# Nortriptilina
A nortriptilina, vendida sob a marca Pamelor, entre outras, é um medicamento usado para tratar a depressão. Este medicamento também é usado às vezes para dor neuropática, transtorno de déficit de atenção e hiperatividade (TDAH), cessação do tabagismo e ansiedade. Tal como acontece com muitos antidepressivos, seu uso para jovens com depressão e outros transtornos psiquiátricos pode ser limitado devido ao aumento da tendência suicida na população de 18 a 24 anos que inicia o tratamento. Nortriptilina é um tratamento menos preferido para TDAH e parar de fumar. É tomado por via oral.
Os efeitos colaterais comuns incluem boca seca, constipação, visão embaçada, sonolência, pressão arterial baixa ao ficar em pé, alteração no ciclo menstrual e fraqueza. Os efeitos colaterais graves podem incluir convulsões, aumento do risco de suicídio em menores de 25 anos, retenção urinária, glaucoma, mania e vários problemas cardíacos. A nortriptilina pode causar problemas se tomada durante a gravidez. O uso durante a amamentação parece ser relativamente seguro. É um antidepressivo tricíclico (TCA) e acredita-se que funcione alterando os níveis de serotonina e norepinefrina.
A nortriptilina foi aprovada para uso médico nos Estados Unidos em 1964. Está disponível como medicamento genérico. Em 2020, foi o 155º medicamento mais prescrito nos Estados Unidos, com mais de 3 milhões de prescrições. Por falta de conteúdo histórico, não se tem a data correta de quando a nortriptilina foi aprovada no Brasil, mas se presume que foi na década de 70 ou 80.[carece de fontes?] Não figura entre os 100 medicamentos mais vendidos no Brasil, segundo a close-up.

## Usos médicos
A nortriptilina é usada para tratar a depressão. Este medicamento vem em cápsula ou líquido e é tomado por via oral uma a quatro vezes ao dia, com ou sem alimentos. Normalmente, as pessoas começam com uma dose baixa e aumentam gradualmente. Um nível entre 50 e 150 ng/mL de nortriptilina no sangue geralmente corresponde a um efeito antidepressivo.
No Reino Unido, também pode ser usado para tratar a enurese noturna, com um período de tratamento que não deve exceder três meses. Também é usado off-label para o tratamento do transtorno do pânico, síndrome do intestino irritável, profilaxia da enxaqueca e dor crônica ou modificação da neuralgia, particularmente distúrbio da articulação temporomandibular.

### Dor neuropática
Embora não aprovado pelo FDA (e muito menos pela ANVISA) para dor neuropática, muitos ensaios clínicos randomizados demonstraram a eficácia dos antidepressivos tricíclicos (ADTs) para o tratamento dessa condição em indivíduos deprimidos e não deprimidos. Em 2010, uma diretriz baseada em evidências patrocinada pela Associação Internacional para o Estudo da Dor recomendou a nortriptilina como medicamento de primeira linha para dor neuropática. No entanto, em uma revisão sistemática da Cochrane de 2015, os autores não recomendaram a nortriptilina como agente de primeira linha para dor neuropática.

### Síndrome do intestino irritável
A nortriptilina também tem sido usada como um tratamento off-label para a Síndrome do Intestino Irritável, ou apenas SII.

## Contraindicações
A nortriptilina não deve ser usada na fase de recuperação aguda após infarto do miocárdio (ou seja, ataque cardíaco). O uso de antidepressivos tricíclicos juntamente com um inibidor da monoamina oxidase (MAO), linezolida e azul de metileno IV são contraindicados, pois podem aumentar o risco de desenvolver a síndrome da serotonina.
Monitoramento mais atento é necessário para aqueles com histórico de doença cardiovascular, acidente vascular cerebral, glaucoma ou convulsões, bem como em pessoas com hipertireoidismo ou recebendo hormônios da tireoide.

## Efeitos colaterais
Os efeitos colaterais mais comuns incluem boca seca, sedação, constipação, aumento do apetite, visão turva e zumbido. Um efeito colateral ocasional é um batimento cardíaco rápido ou irregular. O álcool pode exacerbar alguns de seus efeitos colaterais, principalmente a sedação.

## Overdose
Os sintomas e o tratamento de superdosagem são geralmente os mesmos dos outros ADTs, incluindo efeitos anticolinérgicos, síndrome da serotonina e efeitos adversos cardíacos. Os ADTs, particularmente a nortriptilina, têm um índice terapêutico relativamente estreito, o que aumenta a chance de superdosagem (acidental e intencional). Os sintomas de overdose incluem: batimentos cardíacos irregulares, convulsões, coma, confusão, alucinação, pupilas dilatadas, sonolência, agitação, febre, baixa temperatura corporal, rigidez muscular e vômitos.

## Interações
O consumo excessivo de álcool em combinação com a terapia com nortriptilina pode ter um efeito potencializador, que pode levar ao risco de aumento das tentativas de suicídio ou superdosagem, especialmente em pacientes com histórico de distúrbios emocionais ou ideação suicida.
Pode interagir com os seguintes medicamentos: 
- medicamentos para o ritmo cardíaco, como flecainida (Tambocor), propafenona (Rhythmol) ou quinidina (Cardioquin, Quinidex, Quinaglute)
- cimetidina
- guanetidina
- reserpina

## Farmacologia
A nortriptilina é um forte inibidor da recaptação da norepinefrina e um moderado inibidor de recaptação de serotonina. Seu perfil farmacológico é como mostra a tabela com (inibição ou antagonismo de todos os receptores).

### Farmacodinâmica
| Site                                                                                       | Ki (nM) | Espécies           | Ref.                 |
| ------------------------------------------------------------------------------------------ | ------- | ------------------ | -------------------- |
| SERT                                                                                       | 15–18   | Humano             | [ 20 ] [ 21 ]        |
| NET                                                                                        | 1.8–4.4 | Humano             | [ 20 ] [ 21 ]        |
| DAT                                                                                        | 1.140   | Humano             | [ 20 ]               |
| 5-HT1A                                                                                     | 294     | Humano             | [ 22 ]               |
| 5-HT2A                                                                                     | 5,0–41  | Humano/rato        | [ 23 ] [ 22 ]        |
| 5-HT2C                                                                                     | 8.5     | Rato               | [ 23 ]               |
| 5-HT3                                                                                      | 1.400   | Rato               | [ 24 ]               |
| 5-HT6                                                                                      | 148     | Rato               | [ 25 ]               |
| α1                                                                                         | 55      | Humano             | [ 22 ]               |
| α2                                                                                         | 2.030   | Humano             | [ 22 ]               |
| β                                                                                          | >10.000 | Rato               | [ 26 ]               |
| D2                                                                                         | 2.570   | Humano             | [ 22 ]               |
| H1                                                                                         | 3,0–15  | Humano             | [ 27 ] [ 22 ] [ 28 ] |
| H2                                                                                         | 646     | Humano             | [ 27 ]               |
| H3                                                                                         | 45.700  | Humano             | [ 27 ]               |
| H4                                                                                         | 6.920   | Humano             | [ 27 ]               |
| mACh                                                                                       | 37      | Humano             | [ 22 ]               |
| M1                                                                                         | 40      | Humano             | [ 29 ]               |
| M2                                                                                         | 110     | Humano             | [ 29 ]               |
| M3                                                                                         | 50      | Humano             | [ 29 ]               |
| M4                                                                                         | 84      | Humano             | [ 29 ]               |
| M5                                                                                         | 97      | Humano             | [ 29 ]               |
| σ1                                                                                         | 2.000   | Porquinho da índia | [ 30 ]               |
| Os valores são Ki (nM). Quanto menor o valor, mais fortemente a droga se liga ao receptor. |         |                    |                      |

A nortriptilina é um metabólito ativo da amitriptilina por desmetilação no fígado. Quimicamente, é uma amina secundária dibenzociclohepteno e farmacologicamente é classificado como um antidepressivo de primeira geração.
A nortriptilina também pode ter um efeito de melhora do sono devido ao antagonismo dos receptores H1 e 5-HT2A. A curto prazo, no entanto, a nortriptilina pode perturbar o sono devido ao seu efeito ativador.
Em um estudo, a nortriptilina apresentou a maior afinidade pelo transportador de dopamina entre os ADTs (KD = 1.140 nM) além da amineptina (um inibidor da recaptação de norepinefrina-dopamina), embora sua afinidade por esse transportador ainda fosse 261 e 63 vezes menor do que para os transportadores de norepinefrina e serotonina (KD = 4,37 e 18 nM, respectivamente).

### Farmacocinética

#### Farmacogenética
A nortriptilina é metabolizada no fígado pela enzima hepática CYP2D6, e variações genéticas no gene que codifica essa enzima podem afetar seu metabolismo, levando a alterações nas concentrações da droga no organismo. Concentrações aumentadas de nortriptilina podem aumentar o risco de efeitos colaterais, incluindo efeitos adversos anticolinérgicos e do sistema nervoso, enquanto concentrações reduzidas podem reduzir a eficácia da droga.
Os indivíduos podem ser categorizados em diferentes tipos de metabolizadores CYP2D6, dependendo de quais variações genéticas eles carregam. Esses tipos de metabolizadores incluem metabolizadores fracos, intermediários, extensos e ultrarrápidos. A maioria dos indivíduos (cerca de 77–92%) são metabolizadores extensos,
O Consórcio de Implementação de Farmacogenética Clínica recomenda evitar nortriptilina em pessoas que são ultrarrápidas CYP2D6 ou metabolizadores fracos, devido ao risco de falta de eficácia e efeitos colaterais, respectivamente. Uma redução na dose inicial é recomendada para pacientes que são metabolizadores intermediários do CYP2D6. Se o uso de nortriptilina for justificado, o monitoramento terapêutico da droga é recomendado para orientar os ajustes de dose. O Dutch Pharmacogenetics Working Group recomenda reduzir a dose de nortriptilina em metabolizadores intermediários ou fracos de CYP2D6 e selecionar um medicamento alternativo ou aumentar a dose em metabolizadores ultrarrápidos.

## Química
A nortriptilina é um composto tricíclico, especificamente um dibenzocicloheptadieno, e possui três anéis fundidos com uma cadeia lateral ligada em sua estrutura química. Outros TCAs de dibenzocicloheptadieno incluem amitriptilina (N -metilnortriptilina), protriptilina e butriptilina. A nortriptilina é uma amina secundária TCA, com sua amitriptilina parental N-metilada sendo uma amina terciária. Outros ADTs de amina secundária incluem desipramina e protriptilina. O nome químico da nortriptilina é 3-(10,11-di-hidro-5H-dibenzo[a, d]ciclohepten-5-ilideno)-N-metil-1-propanamina e sua forma de base livre tem a fórmula química C19H21N1 com um peso molecular de 263,384 g/mol. A droga é usada comercialmente principalmente como sal cloridrato; a forma de base livre é usada raramente. O número de registro CAS da base livre é 72-69-5 e do cloridrato é 894-71-3. É também um derivado do ópio e contém compostos de ópio.

## História
A nortriptilina foi desenvolvida pela farmacêutica Geigy. Ela apareceu pela primeira vez na literatura em 1962 e foi patenteada no mesmo ano. A droga foi introduzida pela primeira vez para o tratamento da depressão em 1963.

## Sociedade e cultura

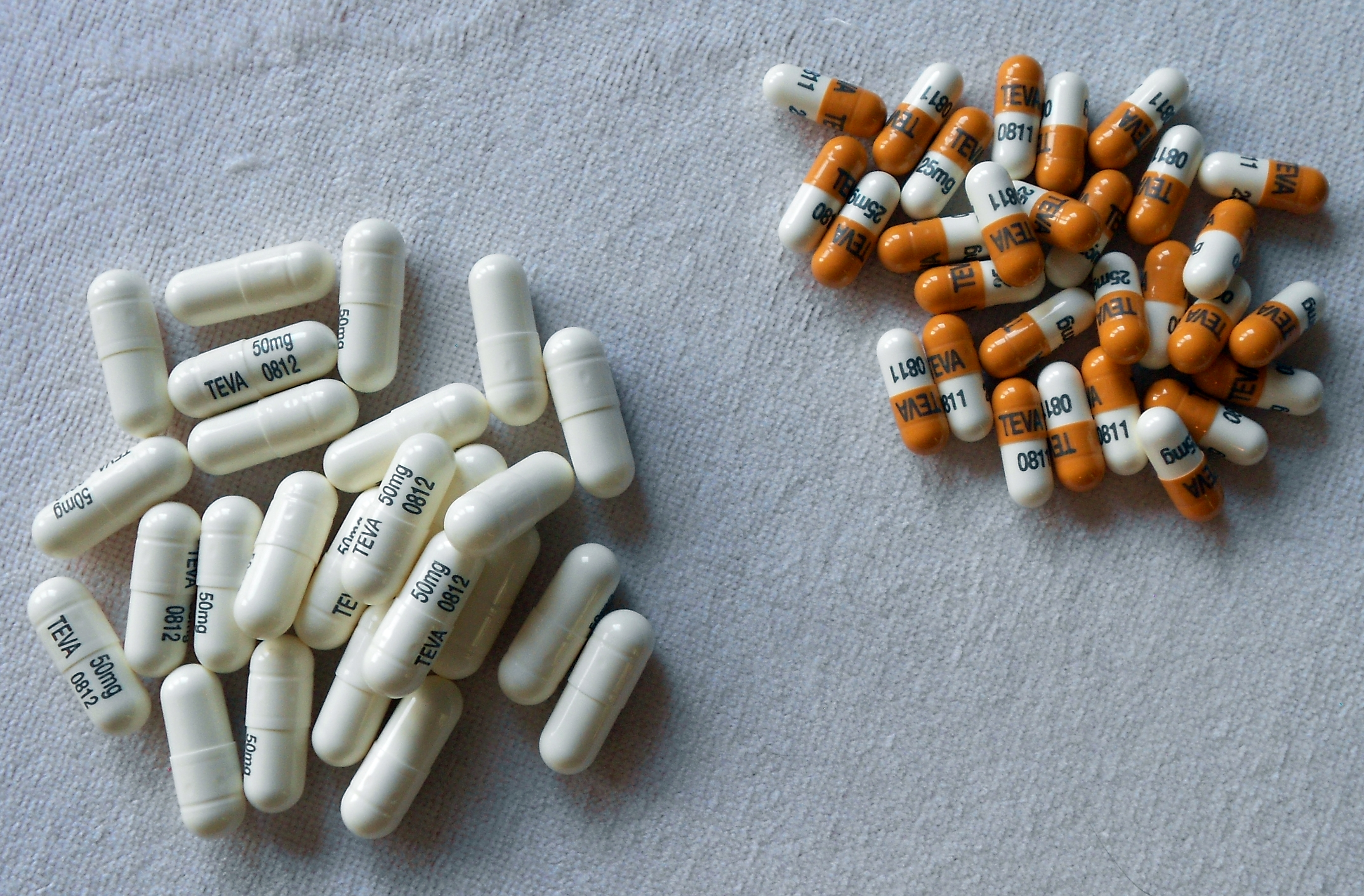
Cápsulas genéricas de Nortriptilina HCL de 50 mg (esquerda) e 25 mg fabricadas pela Teva Pharmaceutical Industries.

### Nomes genéricos
Nortriptyline é o nome genérico inglês e francês do medicamento e seus INN, BAN e DCF, enquanto o nortriptyline hydrochloride é seu USAN, USP, BANM e JAN. Seu nome genérico em espanhol, português, italiano e seu DCIT são nortriptilina, em alemão é nortriptylin, e em latim é nortriptilinum.

### Nomes de marcas
As marcas de nortriptilina incluem Allegron, Aventyl, Noritren, Norpress, Nortrilen, Norventyl, Norzepine, Pamelor e Sensoval, entre muitos outros.